# Ust-Sajrai
Ust-Sajrai (del ruso: Усть-Сахрай) es un pueblo (posiólok) del raión de Maikop en la república de Adiguesia de Rusia. Está situado en la confluencia del río Daj y su afluente el Sajrai, 35 km al sudeste de Tulski y 47 km al sur de Maikop, la capital de la república. Tenía 298 habitantes en 2010
Pertenece al municipio de Dájovskaya.

## Historia
La localidad fue fundada como una asentamiento de leñadores.

## Lugares de interés
Junto a la población se hallan varios dólmenes. Desde la localidad se realizan excursiones al pintoresco monte Ochki.

## Economía
La economía de la localidad está vinculada a la actividad maderera.